# LNG-terminal
En LNG-terminal (eller naturgasterminal) er en specialiseret havneenhed (en terminal) der kan modtage tankskibe med flydende naturgas (eller på engelsk: liquified natural gas≈LNG). LNG er naturgas, der er nedkølet til -160 grader celsius og dermed er flydende. Fordelen ved den nedkølede flydende naturgas er, at den optager 600 gange mindre plads end i gastilstand ved atmosfærisk tryk, og dermed kan transporteres hvor der ikke er gasnet.
LNG-terminaler omfatter faciliteter til lastning og losning af tankskibe samt store lagertanke. Efter losningen distribueres den flydende naturgas videre til kunderne ved hjælp af rørledninger eller lastbiler. LNG-eksportterminaler har faciliteter til likvefaktion, importterminaler til genfordampning af naturgassen. For at kunne distribuere naturgassen videre til kunderne må gassen altså først opvarmes og omdannes.
Flydende naturgas produceres og sælges af især Qatar, USA og Australien, og importeres især af Japan og Kina.
Der er planer i flere europæiske lande om at opbygge større LNG-terminaler for at mindske afhængigheden af russisk naturgas i energiforsyningen. Europa kan importere op til 250 mia kubikmeter LNG om året, og har planer om 25 nye import-faciliteter, især flydende LNG-terminaler.
Skifergassen fra USA udvindes som regel ved hjælp af fracking, hvor der pumpes store mængder vand, sand og kemikalier ned i undergrunden for at frigøre gassen.